# 滋賀県琵琶湖環境科学研究センター
滋賀県琵琶湖環境科学研究センター（しがけんびわこかんきょうかがくけんきゅうセンター、英語: Lake Biwa Environmental Research Institute）は、滋賀県大津市柳が埼に存在する環境科学に関する滋賀県の研究機関。略称はLBERI。
琵琶湖とその流域を一体として捉え、水循環、物質循環、生態系保全の視点から琵琶湖及び滋賀の環境に関する現象の解明や行政課題に取り組む。関係機関と連携して、総合的に試験研究を推進して、持続可能な社会の構築に貢献することを目的とする。

## 沿革
- 1952年、大津市粟津晴嵐町（現：大津市御殿浜）に滋賀県立衛生研究所が設置される[1]。
- 1971年、環境公害に対処するため、環境食品課とともに公害課が設置される。
- 1972年、滋賀県立衛生公害研究所と改称。
- 1973年、滋賀県森林センターが設置される[2]。
- 1975年、滋賀県立環境センターを隣に新築し、滋賀県立衛生公害研究所の環境公害部門（人体関係調査を除く）と県生活環境部公害規制課が所管の水質、大気の常時監視部門を統合する。滋賀県立衛生公害研究所は、滋賀県立衛生研究所と改称。
- 1977年、滋賀県立衛生研究所および滋賀県立環境センターが統合され、滋賀県立衛生環境センターとなる。
- 1982年、滋賀県琵琶湖研究所が設置される[3]。
- 2005年、滋賀県立衛生環境センターの環境部門と滋賀県琵琶湖研究所が統合され、滋賀県琵琶湖・環境科学研究センターが大津市柳が崎に設置される。滋賀県立衛生環境センターの衛生部門は、滋賀県衛生科学センターと改称し、管理担当、微生物担当および環境衛生担当の3グループ制となる。
- 2007年、滋賀県琵琶湖環境科学研究センターと改称[3]。
- 2014年、滋賀県森林センターの試験研究部門を移管。
- 2017年、滋賀県琵琶湖環境科学研究センター内に国立研究開発法人国立環境研究所琵琶湖分室を開所。

## 役割
センターの主な役割は、調査・解析の推進、試験研究の推進と深化、成果の発信と活用の推進である。
センターが対応するべき琵琶湖環境にかかる基本的課題は以下の3つである。それに対応したテーマを設定して、分析評価モニタリング、調査解析、政策課題研究を実施する。
1. 琵琶湖をとりまく環境の保全再生と自然の恵みの活用
2. 環境リスク低減による安全・安心の確保
3. 気候変動に適応した豊かさを実感できる持続可能な社会の構築

この他、滋賀県試験研究機関連絡会議の開催、共同研究、外部資金導入型試験研究、研究者交流・国際研究交流等を行う。

## 組織
- 管理部[7]
- 総合解析部門
- 環境監視部門